# 變異中心
變異中心（center of diversity）指的是一個種或屬的生物基因高度變異的地區，變異中心同時也很可能是起源中心。 這個術語是由前蘇聯科學家尼古拉·伊萬諾維奇·瓦維洛夫和美國科學家傑克·哈倫創造出來的， 瓦維洛夫在1926年發表的研究《種植植物起源研究》中列出了十個變異中心：
- 1 - 中國：生菜、大黃、大豆和蕪菁
- 2 - 印度：黃瓜、大米、芒果和亞洲棉花
- 2a - 印度尼西亞：香蕉、椰子和大米
- 3 - 中亞（北印度、阿富汗和土庫曼斯坦）：扁桃樹、蘋果、亞麻和兵豆
- 4 - 近東：苜蓿、捲心菜和黑麥
- 5 - 地中海沿海：薺菜、鷹嘴豆和杜蘭小麥
- 6 - 埃塞俄比亞：咖啡、高粱和珍珠粟
- 7 - 墨西哥南部和中美洲：玉米、利馬豆、木瓜和陸地棉
- 8 - 南美洲西北部（玻利維亞、厄瓜多爾和秘魯）：馬鈴薯、西紅柿和埃及棉
- 8a - 智利的諸島：馬鈴薯[3]

後來瓦維洛夫又加入了次級變異中心。